# グルコナセトバクター属
グルコナセトバクター属は、グラム陰性の非芽胞形成偏性好気性桿菌。周毛性鞭毛を持ち、運動性を示すものがある。酢酸菌科に属し、基準種はグルコナセトバクター・リケファシエンス。GC含量は56から67。
本属に分類されている種は、アセトバクター属およびグルコノバクター属に分類されていたものが再分類されたものである。エタノールを酸化して酢酸を生産し、酢酸を完全に酸化する能力を有する。また、一部の糖を酸化して糖酸とすることができる。ナタ菌と呼ばれるグルコナセトバクター・キシリナス（旧名アセトバクター・キシリナム）をはじめとする一部の種は、セルロースを生産する能力がある。